# Korsnäsudden
Korsnäsudden (estniska: Ristinina) är en udde i nordvästra Estland. Den ligger i Lääne-Harju kommun i landskapet Harjumaa, 60 km väster om huvudstaden Tallinn. 
Udden skiljer Keipviken (Keibu laht) i sydväst från bukten Allika laht i öst. Den ligger vid byn Keip, närmaste större samhälle är Harju-Risti, 16 km öster om Korsnäsudden. Tidigare fanns en by på udden som hette Korsnäs. Trakten beboddes fram till andra världskriget av estlandssvenskar. Runt Korsnäsudden är det mycket glesbefolkat, med 4 invånare per kvadratkilometer.
Årsmedeltemperaturen i trakten är 5 °C. Den varmaste månaden är augusti, då medeltemperaturen är 16 °C, och den kallaste är januari, med −8 °C.